# メディ・ベナティア
メディ・ベナティア（アラビア語: المهدي بنعطية、英語: Medhi Benatia、1987年4月17日 - ）は、フランス・エソンヌ県エヴリー出身の元サッカー選手。元モロッコ代表。現役時代のポジションはディフェンダー。

## 経歴

### クラブ
クレールフォンテーヌを卒業し、EAギャンガンの下部組織に1年間所属した後、オリンピック・マルセイユのユースに移る。トップチームのデビューをしないまま、経験を積むためにトゥールFCにレンタル移籍、その後はステップアップのためにFCロリアンにレンタル移籍するもケガでシーズンを棒に振った。クレルモン・フットでは出場機会を得て復活し、その対人能力の高さを評価したウディネーゼ・カルチョへ移籍。
2013年7月13日、ASローマ移籍が発表された。契約は5年間で移籍金は1350万ユーロと推測され、移籍1年目からレギュラーポジションを確保し、リーグ戦33試合出場5得点とリーグ2位のポジションを確保したローマの上位進出に貢献した。
2014年8月26日、FCバイエルン・ミュンヘンへの移籍合意が発表された。移籍金は3000万ユーロと推測される。
しかし、怪我の影響もありスタメンは確保できず、2016年7月15日、ユヴェントスFCへの1年間のレンタル移籍が決定、イタリア復帰が決定した。レンタル料は300万ユーロで1700万ユーロでの買い取りオプションがある。なお、ベナティアはユヴェントスFCの歴史上初のモロッコ人選手となった。背番号は4番。3月10日のミラン戦でユヴェントスでの初ゴールを決め、勝利に貢献した。
2017年5月12日、ユヴェントスはベナティアの買い取りオプションを行使、ユヴェントスへの完全移籍が発表された。契約期間は2020年までとなる。
2019年1月28日、アル・ドゥハイルSCに移籍することが決定し、2019年10月まで800万ユーロを支払うことで合意した。移籍金は契約期間内に条件が満たされることで、最大200万ユーロ増加する可能性がある。2021年6月4日、クラブを退団したことが発表された。
2021年7月30日、ファティ・カラギュムリュクSKに加入した。同年12月9日、現役引退を表明した。

### 代表
フランスのU-17代表に数回招集された後、モロッコ代表を目指し、北京オリンピックの予選を前にモロッコのオリンピック代表に合流した。2008年11月19日ザンビア代表戦でユースフ・ラベーと交代でA代表初出場した。2011年6月4日のアフリカネイションズカップ2012予選のアルジェリア戦で代表初得点を挙げた。
2018 FIFAワールドカップに出場する代表メンバーに選出された。
2019年10月2日、モロッコ代表を引退することを発表した。

### 引退後
2025年1月より、古巣マルセイユのスポーツディレクターに就任した。

## 代表歴

### 出場大会
- モロッコ代表
  - 2018 FIFAワールドカップ

### 試合数
- 国際Aマッチ 66試合 2得点（2008年-2019年）[12]

| モロッコ代表 | 国際Aマッチ | 国際Aマッチ |
| 年           | 出場        | 得点        |
| ------------ | ----------- | ----------- |
| 2008         | 1           | 0           |
| 2009         | 7           | 0           |
| 2010         | 4           | 0           |
| 2011         | 5           | 1           |
| 2012         | 8           | 0           |
| 2013         | 7           | 0           |
| 2014         | 4           | 0           |
| 2015         | 4           | 0           |
| 2016         | 4           | 0           |
| 2017         | 9           | 1           |
| 2018         | 8           | 0           |
| 2019         | 5           | 0           |
| 通算         | 66          | 2           |

## タイトル

### クラブ
FCバイエルン・ミュンヘン
- ブンデスリーガ：2回 (2014-15, 2015-16)
- DFBポカール：1回（2015-16）

ユヴェントスFC
- セリエA：2回（2016-17, 2017-18）
- コッパ・イタリア：2回（2016-17, 2017-18）
- スーペルコッパ・イタリアーナ：1回 (2018)

アル・ドゥハイルSC
- カタール・スターズリーグ：1回 (2019-20)
- アミールカップ ：1回 (2019)